# Hiền Quan
Hiền Quan là một xã thuộc huyện Tam Nông, tỉnh Phú Thọ, Việt Nam.
Xã Hiền Quan có diện tích 6,57 km², dân số năm 1999 là 6.143 người, mật độ dân số đạt 935 người/km².

## Hội phết Hiền Quan
Hội phết Hiền Quan là một lễ hội nổi tiếng của Phú Thọ được tổ chức ở xã Hiền Quan, huyện Tam Nông. Lễ hội diễn ra từ ngày 12 đến 13 tháng Giêng âm lịch hàng năm, trong đó ngày chính hội là ngày 13. Lễ hội được tổ chức nhằm tôn vinh tinh thần thượng võ và tưởng nhớ hai vị thành hoàng là Thiều Hoa công chúa, một nữ tướng dưới thời Hai Bà Trưng có công đánh giặc và Mộc Trang đại vương thời nhà Đinh có công dẹp loạn 12 sứ quân.